# Сенатські провінції

Сенатські провінції (рожевий колір) на карті Римської імперії, 117 рік н. е.

Сенатські провінції — провінції в Римській імперії, намісники яких призначалися сенатом. Ці провінції були далекі від кордонів імперії, а небезпека повстання в них була мінімальною. Таким чином, на території цих провінцій було дуже мало військ, що зменшувало імовірність, що сенат спробує застосувати силу проти імператора. Поділ на імператорські і сенатські провінції був здійснений невдовзі після приходу до влади імператора Октавіана Августа.
В 14 році нашої ери (кінець правління імператора Октавіана) такі провінції мали статус сенатських:
- Азія
- Ахея
- Африка
- Бетика
- Віфінія
- Кіпр
- Крит і Киренаїка
- Македонія
- Нарбонська Галлія
- Понт
- Сицилія